# ダニエル・シュタンゲ
ダニエル・アダム・シュタンゲ（Daniel Adam Stange, 1985年12月22日 - ）は、アメリカ合衆国カリフォルニア州オレンジ出身の元プロ野球選手（投手）。右投右打。

## 経歴

### ダイヤモンドバックス時代
2006年、MLBドラフト7巡目（全体207位）でアリゾナ・ダイヤモンドバックスから指名され、6月9日に契約。ルーキー級ミズーラ・オスプレイで27試合に登板し、5勝2敗13セーブ、防御率4.25だった。
2007年はA+級バイセイリア・オークスで38試合に登板し、4勝5敗16セーブ、防御率3.49だった。7月にAA級モービル・ベイベアーズへ昇格。5試合に登板し1勝0敗1セーブ、防御率5.40だった。
2008年はA級サウスベンド・シルバーホークスで11試合に登板し、1勝0敗1セーブ、防御率1.59だった。7月にA+級バイセイリアへ昇格。11試合に登板し1勝2敗、防御率3.95だった。
2009年はAA級モービルで39試合に登板し、0勝4敗10セーブ、防御率4.88だった。11月20日に40人枠入りを果たした。
2010年はAAA級リノ・エーシズで開幕を迎え、4月29日にメジャー初昇格を果たした。同日のシカゴ・カブス戦でメジャーデビュー。8点リードの9回裏から登板し、1回を投げ無安打無失点に抑えた。5月12日にAAA級リノへ降格。この年はメジャーで4試合に登板し、防御率13.50だった。オフは教育リーグのアリゾナ・フォールリーグに参加し、スコッツデール・スコーピオンズに所属した。
2011年1月18日にウィリー・ブルームクイスト、アーロン・ハイルマンの加入に伴いDFAとなり、1月27日にAAA級リノへ降格した。25試合に登板し3勝1敗1セーブ、防御率6.14だった。
2012年はAAA級リノで開幕を迎え、3試合に登板し、防御率23.62だった。4月18日に放出された。
4月29日に独立リーグ・アトランティックリーグのブリッジポート・ブルーフィッシュに入団。3試合に登板し、防御率2.25だった。

### パドレス傘下時代
2012年5月9日にサンディエゴ・パドレスとマイナー契約を結んだ。AA級サンアントニオ・ミッションズ、AAA級ツーソン・パドレスでプレーした。11月3日にFAとなったが、11月28日にマイナー契約で再契約した。
2013年はAAA級ツーソンで26試合に登板し、1勝0敗、防御率4.15だった。6月16日に放出された。

### エンゼルス時代
2013年6月21日にロサンゼルス・エンゼルス・オブ・アナハイムとマイナー契約を結んだ。AAA級ソルトレイク・ビーズでプレーし、7月29日にメジャー昇格。7月30日のテキサス・レンジャーズ戦では同点・延長10回裏から登板。最初の打者・ミッチ・モアランドを四球、2人目の打者・ジオバニー・ソトを四球で出し、無死1・2塁の場面で3番目の打者・レオネス・マーティンに本塁打を打たれ、自身初の敗戦投手となった。3試合に登板し0勝1敗、防御率16.20だった。8月6日にAAA級ソルトレイクへ降格した。9月22日に40人枠から外れ、AAA級ソルトレイクへ降格した。10月1日にFAとなった。

### ナショナルズ傘下時代
2013年11月21日にワシントン・ナショナルズとマイナー契約を結んだ。

## 詳細情報

### 年度別投手成績
| 年 度     | 球 団     | 登 板 | 先 発 | 完 投 | 完 封 | 無 四 球 | 勝 利 | 敗 戦 | セ 丨 ブ | ホ 丨 ル ド | 勝 率 | 打 者 | 投 球 回 | 被 安 打 | 被 本 塁 打 | 与 四 球 | 敬 遠 | 与 死 球 | 奪 三 振 | 暴 投 | ボ 丨 ク | 失 点 | 自 責 点 | 防 御 率 | W H I P |
| --------- | --------- | ----- | ----- | ----- | ----- | -------- | ----- | ----- | -------- | ----------- | ----- | ----- | -------- | -------- | ----------- | -------- | ----- | -------- | -------- | ----- | -------- | ----- | -------- | -------- | ------- |
| 2010      | ARI       | 4     | 0     | 0     | 0     | 0        | 0     | 0     | 0        | 0           | ----  | 22    | 4.0      | 4        | 1           | 6        | 0     | 0        | 2        | 0     | 0        | 6     | 6        | 13.50    | 2.50    |
| 2013      | LAA       | 3     | 0     | 0     | 0     | 0        | 0     | 1     | 0        | 0           | .000  | 9     | 1.2      | 2        | 1           | 2        | 0     | 0        | 1        | 0     | 0        | 3     | 3        | 16.20    | 2.40    |
| 通算：2年 | 通算：2年 | 7     | 0     | 0     | 0     | 0        | 0     | 1     | 0        | 0           | .000  | 31    | 5.2      | 6        | 2           | 8        | 0     | 0        | 3        | 0     | 0        | 9     | 9        | 14.29    | 2.47    |

- 「-」は記録なし

### 年度別打撃成績
| 年 度    | 球 団    | 試 合 | 打 席 | 打 数 | 得 点 | 安 打 | 二 塁 打 | 三 塁 打 | 本 塁 打 | 塁 打 | 打 点 | 盗 塁 | 盗 塁 死 | 犠 打 | 犠 飛 | 四 球 | 敬 遠 | 死 球 | 三 振 | 併 殺 打 | 打 率 | 出 塁 率 | 長 打 率 | O P S |
| -------- | -------- | ----- | ----- | ----- | ----- | ----- | -------- | -------- | -------- | ----- | ----- | ----- | -------- | ----- | ----- | ----- | ----- | ----- | ----- | -------- | ----- | -------- | -------- | ----- |
| 2010     | ARI      | 4     | 0     | 0     | 0     | 0     | 0        | 0        | 0        | 0     | 0     | 0     | 0        | 0     | 0     | 0     | 0     | 0     | 0     | 0        | .000  | .000     | .000     | .000  |
| MLB：1年 | MLB：1年 | 4     | 0     | 0     | 0     | 0     | 0        | 0        | 0        | 0     | 0     | 0     | 0        | 0     | 0     | 0     | 0     | 0     | 0     | 0        | .000  | .000     | .000     | .000  |

### 背番号
- 52（2010年）
- 41（2013年）